# ククノチ

神産み神話（イザナギ・イザナミが生んだ神々） [//upload.wikimedia.org/wikipedia/commons/2/27/Descendants of Izanagi and Izanami.svg SVGで表示（対応ブラウザのみ）

ククノチ（クグノチとも）は、日本神話に登場する木の神である。『古事記』では久久能智神、『日本書紀』では句句廼馳と表記する。

## 概要
神産みにおいて、イザナギ・イザナミの間に産まれた神である。『古事記』においてはその次に山の神大山津見神（オオヤマツミ）、野の神鹿屋野比売（カヤノヒメ）が産まれている。『日本書紀』の本文では山・川・海の次に「木の精ククノチ」として産まれており、その次に草の精・野の精の草野姫（カヤノヒメ）が産まれている。第六の一書では「木の神たちを句句廼馳という」と記述され、木の神々の総称となっている。
公智神社（兵庫県西宮市）の主祭神になっているほか、久久比神社（兵庫県豊岡市）には全国唯一のコウノトリ伝説もある。また、木魂神社という名のククノチ神を祭る神社も複数ある。樽前山神社（北海道苫小牧市）では原野の神・開拓の神として大山津見神・鹿屋野比売神とともに祀られている。志等美神社（三重県伊勢市）では林野の神であると同時に水の神とされる。
『延喜式』「祝詞」には屋船久久遅命（やふねくくのちのみこと）の名が見え上棟式の祭神の一柱とされる他、ククノチと同神と見られる。